# Iso-Kaita (ö i Norra Savolax, Varkaus, lat 62,67, long 28,10)
Iso-Kaita är en ö i Finland.   Den ligger i sjön Suvasvesi och i kommunen Leppävirta i den ekonomiska regionen  Varkaus ekonomiska region  och landskapet Norra Savolax, i den centrala delen av landet, 300 km nordost om huvudstaden Helsingfors.